# Geórgios Boutópoulos
Geórgios Boutópoulos (en grec moderne : Γιώργος Μπουτόπουλος), né le 27 mars 1996,, est un coureur cycliste grec.

## Biographie
En juin 2021, Geórgios Boutópoulos obtient son premier succès notable en devenant champion de Grèce sur route. La même année, il représente son pays lors des championnats d'Europe de Trente. Il a également remporté une étape du Tour d'Albanie en 2023.

## Palmarès sur route

### Par année
- 2021
  -  Champion de Grèce sur route
- 2023
  - 2e étape du Tour d'Albanie

### Classements mondiaux
| Année                                 | 2020  | 2021 | 2022 | 2023  | 2024  |
| ------------------------------------- | ----- | ---- | ---- | ----- | ----- |
| Classement mondial                    | 1881e | 556e | nc   | 2330e | 3348e |
| UCI Europe Tour                       | 1384e | 447e | nc   | nc    | nc    |
|                                       |       |      |      |       |       |
| Légende : nc = non classéSource : UCI |       |      |      |       |       |

## Palmarès sur piste

### Championnats nationaux
- 2019
  - 3e du championnat de Grèce de poursuite
- 2022
  - 3e du championnat de Grèce de course aux points
- 2023
  -  Champion de Grèce de course aux points
  - 2e du championnat de Grèce de l'américaine
  - 2e du championnat de Grèce du scratch
  - 3e du championnat de Grèce de l'omnium
- 2024[3]
  -  Champion de Grèce du scratch
  - 3e du championnat de Grèce de l'élimination